# 1984년 한국시리즈
1984년 프로야구 한국시리즈는 9월 30일부터 10월 9일까지 모두 7차전을 치러서, 롯데 자이언츠가 삼성 라이온즈를 4승 3패로 누르고 우승을 차지했다. 한국시리즈 MVP는 최종전에서 역전 3점 홈런을 친 롯데의 유두열이 차지했다. 최동원이 1차전 4-0 완봉승, 3차전 3-2 완투승에 이어, 5차전 완투패, 6차전에서 구원 등판해 5이닝을 던져 3승째를 따낸 뒤, 7차전에서 6-4 완투승을 거두는 등 시리즈에서 혼자 4승(5경기 출전 4승 1패)을 기록하는 전무후무한 기록을 세웠다
한편,  최다 선발승(15선발승) 투수 김시진과 타격 3관왕(타율 홈런 타점) 이만수를 주축으로 한 전기리그 우승팀 삼성이 우세했음에도 후기리그 막판 롯데를 시리즈 상대로 선택하기 위해 일부러 '져주기' 행태를 벌인 데다  같은 시기 이만수 타격 3관왕 만들어주기 행태 탓인지  2승 2패 뒤 5차전 승리로 앞서나갔지만 6차전 이후 2패로 준우승에 머물렀는데 이만수 장효조를 제외하곤 믿을만한 타자가 없었던 것이 컸으며 그나마 홈런 10위권에 든 타자는 이만수(23개로 1위) 밖에 없었다. 
아울러, 삼성은  에이스 김시진이 1차전을 앞두고 경기장으로 향하기 위해 차를 몰던 중 동네에서 놀던 어린이와 접촉사고가 나자 이를 수습하기 위해 경기장에 늦게 도착했는데 다행히 그 어린이는 크게 다치지 않았으나 큰 경기에 앞서 마음을 여유롭게 먹을 겨를이 없었다는 게 문제가 됐으며 이 탓인지 김시진은 1차전에서 3이닝 4실점(3자책)으로 패전투수가 된 뒤 3차전 선발등판했지만 2-2 동점이던 8회말 2사 후 홍문종의 강한 타구에 왼쪽 발목을 맞고 병원에 실려나가는 부상을 당했으며 6차전에 재등판했으나(선발) 집중 7안타 6실점으로 무너져 패전투수가 됐다.

## 정규 시즌
| 순위 | 구단 | 승 | 무 | 패 | 승률  |
| ---- | ---- | -- | -- | -- | ----- |
| 1위  | 삼성 | 32 | 0  | 18 | 0.640 |
| 2위  | OB   | 30 | 0  | 20 | 0.600 |
| 3위  | MBC  | 27 | 1  | 22 | 0.551 |
| 4위  | 롯데 | 21 | 1  | 28 | 0.429 |
| 5위  | 해태 | 19 | 2  | 29 | 0.396 |
| 6위  | 삼미 | 18 | 2  | 30 | 0.375 |

| 순위 | 구단 | 승 | 무 | 패 | 승률  |
| ---- | ---- | -- | -- | -- | ----- |
| 1위  | 롯데 | 29 | 1  | 20 | 0.592 |
| 2위  | OB   | 28 | 1  | 21 | 0.571 |
| 3위  | 해태 | 24 | 1  | 25 | 0.490 |
| 4위  | MBC  | 24 | 0  | 26 | 0.480 |
| 5위  | 삼성 | 23 | 0  | 27 | 0.460 |
| 6위  | 삼미 | 20 | 1  | 29 | 0.400 |

## 한국시리즈 경기 결과

### 1차전
9월 30일 - 대구시민운동장 야구장
| 팀 | 1 | 2 | 3 | 4 | 5 | 6 | 7 | 8 | 9 | R | H | E | B |
| 롯데 자이언츠                                                                                           | 0 | 2 | 0 | 2 | 0 | 0 | 0 | 0 | 0 | 4 | 7 | - | - |
| 삼성 라이온즈                                                                                           | 0 | 0 | 0 | 0 | 0 | 0 | 0 | 0 | 0 | 0 | 7 | - | - |
| 승리 투수: 최동원 패전 투수: 김시진 세이브: 없음 홀드: 없음 홈런: 롯데 – 박용성 (김시진 상대로 2회 2점) |   |   |   |   |   |   |   |   |   |   |   |   |   |

- 롯데 최동원, 한국시리즈 사상 첫 완봉승

1차전은 최동원과 김시진의 맞대결으로, 양팀의 에이스들이 출격했다. 하지만 김시진은 2회에 박용성에게 투런 홈런을 허용하며 흔들렸다. 그리고 최동원은 한국시리즈 최초로 완봉승을 기록하며 경기는 4:0으로 롯데의 승리로 끝났다.

### 2차전
10월 1일 - 대구시민운동장 야구장
| 팀 | 1 | 2 | 3 | 4 | 5 | 6 | 7 | 8 | 9 | R | H | E | B |
| 롯데 자이언츠                                                                                           | 1 | 0 | 0 | 0 | 1 | 0 | 0 | 0 | 0 | 2 | 5 | - | - |
| 삼성 라이온즈                                                                                           | 1 | 0 | 2 | 0 | 1 | 0 | 4 | 0 | X | 8 | - | - | - |
| 승리 투수: 김일융 패전 투수: 안창완 세이브: 없음 홀드: 없음 홈런: 삼성 – 장효조 (안창완 상대로 3회 2점) |   |   |   |   |   |   |   |   |   |   |   |   |   |

- 삼성 김일융, 완투승

삼성에서는 또다른 에이스인 김일융을, 롯데에선 신인선수인 안창완을 내보냈다. 3회말 장효조가 투런 홈런을 치며 역전했고, 이후에도 삼성이 롯데의 임호균, 천창호, 배경환을 상대로 추가 득점을 하며 8:2로 승리를 거둔다.

### 3차전
10월 3일 - 구덕야구장
| 팀                                  | 1 | 2 | 3 | 4 | 5 | 6 | 7 | 8 | 9 | R | H | E |
| 삼성 라이온즈                       | 0 | 0 | 0 | 1 | 0 | 0 | 1 | 0 | 0 | 2 | - | - |
| 롯데 자이언츠                       | 0 | 1 | 1 | 0 | 0 | 0 | 0 | 0 | 1 | 3 | - | - |
| 승리 투수: 최동원 패전 투수: 권영호 |   |   |   |   |   |   |   |   |   |   |   |   |

- 롯데 최동원, 완투승
- 롯데 최동원, 한국시리즈 최다 탈삼진 기록 (12탈삼진)

1차전에서 만났던 최동원과 김시진이 다시 만났다. 경기는 7회초 장효조가 적시타로 2:2 동점을 만들었다. 그러나 8회말 홍문종의 타구에 김시진이 발목을 맞아 교체되었고, 9회말에 정영기가 권영호를 상대로 끝내기 안타를 치면서 최동원은 한국시리즈 두번째 승(완투승)을 거두며 롯데가 2:3으로 승리를 거두었다.

### 4차전
10월 4일 - 구덕야구장
| 팀                                                                                | 1 | 2 | 3 | 4 | 5 | 6 | 7 | 8 | 9 | R | H | E |
| 삼성 라이온즈                                                                     | 1 | 0 | 0 | 1 | 1 | 0 | 4 | 0 | 0 | 7 | - | - |
| 롯데 자이언츠                                                                     | 0 | 0 | 0 | 0 | 0 | 0 | 0 | 0 | 0 | 0 | - | - |
| 승리 투수: 김일융 패전 투수: 임호균 홈런: 삼성 – 송일수(7회 1점), 정현발(7회 2점) |   |   |   |   |   |   |   |   |   |   |   |   |

### 5차전
10월 6일 - 서울종합운동장 야구장
| 팀                                                                                      | 1 | 2 | 3 | 4 | 5 | 6 | 7 | 8 | 9 | R | H | E |
| 롯데 자이언츠                                                                           | 0 | 0 | 0 | 0 | 1 | 1 | 0 | 0 | 0 | 2 | - | - |
| 삼성 라이온즈                                                                           | 0 | 0 | 0 | 0 | 0 | 2 | 1 | 0 | X | 3 | 6 | - |
| 승리 투수: 김일융 패전 투수: 최동원 홈런: 롯데 – 한문연(5회 1점) 삼성 – 정현발(7회 1점) |   |   |   |   |   |   |   |   |   |   |   |   |

- 롯데 최동원, 완투패

### 6차전
10월 7일 - 서울종합운동장 야구장
| 팀                                  | 1 | 2 | 3 | 4 | 5 | 6 | 7 | 8 | 9 | R | H | E |
| 삼성 라이온즈                       | 0 | 0 | 0 | 1 | 0 | 0 | 0 | 0 | 0 | 1 | 7 | - |
| 롯데 자이언츠                       | 0 | 0 | 0 | 3 | 0 | 0 | 0 | 3 | X | 6 | - | - |
| 승리 투수: 최동원 패전 투수: 김시진 |   |   |   |   |   |   |   |   |   |   |   |   |

삼성은 김시진, 롯데는 임호균이 선발로 나왔다. 김시진은 8이닝 6실점으로 완투패를 하였고, 임호균이 4이닝 1실점이후 최동원이 구원등판해 5이닝 무실점으로 막아 승부를 최종 7차전까지 끌고갔다.

### 7차전
10월 9일 - 서울종합운동장 야구장
| 팀                                                                                      | 1 | 2 | 3 | 4 | 5 | 6 | 7 | 8 | 9 | R | H | E |
| 롯데 자이언츠                                                                           | 0 | 0 | 1 | 0 | 0 | 0 | 2 | 3 | 0 | 6 | - | - |
| 삼성 라이온즈                                                                           | 0 | 3 | 0 | 0 | 0 | 1 | 0 | 0 | 0 | 4 | - | - |
| 승리 투수: 최동원 패전 투수: 김일융 홈런: 롯데 – 유두열(8회 3점) 삼성 – 오대석(6회 1점) |   |   |   |   |   |   |   |   |   |   |   |   |

- 롯데 최동원, 완투승

삼성은 김일융, 롯데는 최동원을 선발 등판 하였다. 삼성이 2회말 내야땅볼과 송일수의 2타점 적시타로 3대0으로 달아났고, 롯데는 3회초 김재상의 적시타로 3대1로 추격하였다. 6회말 오대석이 솔로홈런을 쳐서 삼성이 4대1로 승부를 굳혔으나 롯데는 7회 2점, 8회 유두열의 스리런 홈런으로 역전시켰다. 롯데 최동원은 9이닝 4실점으로 전무후무한 한국시리즈 4승을 기록하였다.

## 방송 중계

### TV
| 방송 채널 | 캐스터(한국시리즈 차전)  | 해설위원 | 비고 |
| --------- | ------------------------ | -------- | ---- |
| KBS 1TV   | 정도영(1), 이장우(3·5·7) | 하일성   |      |
| MBC TV    | 김용(2·4·6·7)            | 허구연   |      |

### 라디오
KBS 제1라디오와 MBC AM 전국공통 주파수에 맞춰 TV를 통해 수중계하였다.